# Amphipogon
Amphipogon és un gènere de plantes de la família de les poàcies, ordre Poales, subclasse de les commelínides, classe de les liliòpsides, divisió dels magnoliofitins.

## Taxonomia
- Amphipogon caricinus F. Müll.

## Sinònims
Gamelythrum Nees, 
Pentacraspedon Steud.